# Coppa Montenero 1938
La Coppa Montenero 1938 (XII° Coppa Ciano) est un Grand Prix qui s'est tenu sur le Circuito di Montenero le 7 août 1938 et disputé par deux classes: les voitures de Grand Prix (véhicules de plus de 1 500 cm3), qui disputent une course de quarante tours et les voiturettes (véhicules de moins de 1 500 cm3), qui disputent une course de vingt-cinq tours.

## Course des voitures de Grand Prix

### Grille de départ
| 1re ligne | Pos. 4                       |                     | Pos. 3                        |                                 | Pos. 2                                  |                               | Pos. 1                       |
|           | Farina Alfa Romeo 2 min 28 s |                     | Lang Mercedes-Benz 2 min 27 s |                                 | Caracciola Mercedes-Benz + 2 min 26 s 6 |                               | Trossi Maserati 2 min 26 s 6 |
| 2e ligne  |                              | Pos. 7              |                               | Pos. 6                          |                                         | Pos. 5                        |                              |
|           |                              | Zehender Maserati — |                               | Von Brauchitsch Mercedes-Benz — |                                         | Wimille Alfa Romeo 2 min 31 s |                              |
| 3e ligne  | Pos. 11                      |                     | Pos. 10                       |                                 | Pos. 9                                  |                               | Pos. 8                       |
|           | Teagno Maserati —            |                     | Dreyfus Delahaye —            |                                 | Comotti Delahaye —                      |                               | Belmondo Alfa Romeo —        |

### Classement de la course
| Pos  | no | Pilote                                 | Écurie                    | Châssis             | Tours | Temps/Abandon                   | Grille |
| ---- | -- | -------------------------------------- | ------------------------- | ------------------- | ----- | ------------------------------- | ------ |
| Dsq. | 54 | Manfred von Brauchitsch                | Daimler-Benz AG           | Mercedes-Benz W154  | 40    | Assistance extérieure           | 6      |
| 1    | 46 | Hermann Lang                           | Daimler-Benz AG           | Mercedes-Benz W154  | 40    | 1 h 40 min 35 s 2 (138,4 km/h)  | 3      |
| 2    | 50 | Giuseppe Farina                        | Alfa Corse                | Alfa Romeo Tipo 312 | 40    | + 48 s 0                        | 4      |
| 3    | 62 | Jean-Pierre Wimille Clemente Biondetti | Alfa Corse                | Alfa Romeo Tipo 312 | 39    | + 1 tour                        | 5      |
| 4    | 42 | Vittorio Belmondo                      | Renato Balestrero         | Alfa Romeo Tipo 308 | 38    | + 2 tours                       | 8      |
| 5    | 48 | René Dreyfus                           | Écurie Bleue              | Delahaye Type 145   | 37    | + 3 tours                       | 10     |
| Abd. | 52 | Goffredo Zehender                      | Officine Alfieri Maserati | Maserati 8CTF       |       | Moteur                          | 7      |
| Abd. | 44 | Rudolf Caracciola                      | Daimler-Benz AG           | Mercedes-Benz W154  | 26    | Réservoir d'essence percé       | 2      |
| Abd. | 58 | Gianfranco Comotti                     | Écurie Bleue              | Delahaye Type 145   |       |                                 | 9      |
| Abd. | 60 | Edoardo Teagno                         | Scuderia Sabauda          | Maserati 8CM        |       |                                 | 11     |
| Abd. | 56 | Carlo Felice Trossi                    | Officine Alfieri Maserati | Maserati 8CTF       | 8     | Moteur                          | 1      |
| Np.  | 50 | Giuseppe Farina                        | Alfa Corse                | Alfa Romeo Tipo 316 |       | Partant sur Alfa Romeo Tipo 312 |        |
| Np.  | 64 | Richard Seaman                         | Daimler-Benz AG           | Mercedes-Benz W154  |       | Non partant                     |        |

- Légende: Abd.=Abandon ; Dsq.=Disqualifié ; Np.=Non partant

## Course des voiturettes

### Grille de départ
| 1re ligne | Pos. 4                           |                    | Pos. 3                          |                    | Pos. 1                               |                     | Pos. 2                       |
|           | L. Villoresi Maserati 2 min 35 s |                    | Biondetti Alfa Romeo 2 min 34 s |                    | E. Villoresi Alfa Romeo + 2 min 31 s |                     | Severi Alfa Romeo 2 min 32 s |
| 2e ligne  |                                  | Pos. 7             |                                 | Pos. 6             |                                      | Pos. 5              |                              |
|           |                                  | Teagno Maserati —  |                                 | Pietsch Maserati — |                                      | Cortese Maserati —  |                              |
| 3e ligne  | Pos. 11                          |                    | Pos. 10                         |                    | Pos. 9                               |                     | Pos. 8                       |
|           | « Raph » Maserati —              |                    | Ruggeri Maserati —              |                    | Marazza Maserati 2 min 42 s          |                     | Pelassa Maserati —           |
| 4e ligne  |                                  | Pos. 14            |                                 | Pos. 13            |                                      | Pos. 12             |                              |
|           |                                  | Marelli Maserati — |                                 | Brezzi Maserati —  |                                      | Barbieri Maserati — |                              |
| 5e ligne  | Pos. 18                          |                    | Pos. 17                         |                    | Pos. 16                              |                     | Pos. 15                      |
|           |                                  |                    |                                 |                    |                                      |                     | Corsi Maserati —             |

### Classement de la course
| Pos  | no | Pilote             | Écurie                    | Châssis        | Tours | Temps/Abandon                 | Grille |
| ---- | -- | ------------------ | ------------------------- | -------------- | ----- | ----------------------------- | ------ |
| 1    | 14 | Emilio Villoresi   | Alfa Corse                | Alfa Romeo 158 | 25    | 1 h 5 min 21 s 6 (133,1 km/h) | 1      |
| 2    | 24 | Clemente Biondetti | Alfa Corse                | Alfa Romeo 158 | 25    | + 2 s 2                       | 3      |
| 3    | 30 | Aldo Marazza       | Officine Alfieri Maserati | Maserati 4CM   | 25    | + 1 min 0 s 6                 | 9      |
| 4    | 2  | Franco Cortese     | Scuderia Ambrosiana       | Maserati 6CM   | 25    | + 1 min 21 s 2                | 5      |
| 5    | 10 | Guido Barbieri     | Privé                     | Maserati 4CM   | 24    | + 1 tour                      | 12     |
| 6    | 8  | Arialdo Ruggeri    | Privé                     | Maserati 6CM   | 24    | + 1 tour                      | 10     |
| 7    | 26 | Francesco Severi   | Alfa Corse                | Alfa Romeo 158 | 23    | + 2 tours                     | 2      |
| 8    | 18 | Secondo Corsi      | Privé                     | Maserati 4CM   | 21    | + 4 tours                     | 15     |
| Abd. | 34 | Giorgio Pelassa    | Scuderia Torino           | Maserati 4CM   | 25    |                               | 8      |
| Abd. | 32 | Paul Pietsch       | Privé                     | Maserati 4CM   | 25    |                               | 6      |
| Abd. | 20 | « Raph »           | Privé                     | Maserati 6CM   | 25    |                               | 11     |
| Abd. | 16 | Edoardo Teagno     | Scuderia Sabauda          | Maserati 6CM   | 25    |                               | 7      |
| Abd. | 22 | Luigi Villoresi    | Officine Alfieri Maserati | Maserati 6CM   | 13    |                               | 4      |
| Abd. | 12 | Angelo Marelli     | Gruppo Volta              | Maserati 4CM   | 25    |                               | 14     |
| Abd. | 6  | Andrea Brezzi      | Scuderia Torino           | Maserati 4CM   | 25    |                               | 13     |
| Np.  | 4  | Ettore Bianco      | Scuderia Sabauda          | Maserati 4CM   |       | Non partant                   |        |
| Np.  | 28 | Giovanni Rocco     | Officine Alfieri Maserati | Maserati 6CM   |       | Non partant                   |        |
| Np.  | 36 | Piero Dusio        | Scuderia Torino           | Maserati 6CM   |       | Non partant                   |        |
| Np.  | 38 | Nello Bagnoli      | Privé                     | Spécial        |       | Non partant                   |        |

- Légende: Abd.=Abandon ; Dsq.=Disqualifié ; Np.=Non partant

## Pole position et record du tour
- Grand Prix
  - Pole position :  Carlo Felice Trossi (Maserati) en 2 min 26 s 6 (142,4 km/h).
  - Meilleur tour en course :  Hermann Lang (Mercedes-Benz) et  Manfred von Brauchitsch (Mercedes-Benz) en 2 min 25 s 4 (143,6 km/h), respectivement aux trente-et-unième et trente-deuxième tours.
- Voiturettes
  - Pole position :  Emilio Villoresi (Alfa Romeo) en 2 min 31 s (138,3 km/h).
  - Meilleur tour en course :  Emilio Villoresi (Alfa Romeo) en 2 min 31 s 4 (137,9 km/h).

## À noter
- 1re course pour l'Alfa Romeo 158.
- 1re victoire pour l'Alfa Romeo 158.